# Торијум
Торијум (Th, лат. thorium) је хемијски елемент из групе актиноида. Име је добио по једном од нордијских богова — Тору. Његов атомски број је 90, и незнатно је радиоактиван. Заједно са уранијумом користи се као примарно гориво у нуклеарним реакторима. Торијум је 1828. открио шведски хемичар Јакоб Берцелијус. Припада групи хемијских елемената актиноиди (7. периода, ф-блок периодног система елемената). Он је један од само три радиоактивна елемента који се могу наћи у природи у нешто већој количини као примордијални елемент (друга два су бизмут и уранијум). Открио га је норвешки минералог Мортен Тран Есмарк 1828. године, а идентификовао шведски хемичар Јацоб Берзелиус, који му је и дао име по нордијском божанству муња - Тору.
Атом торијума има 90 протона и 90 електрона, од којих су четири валентни електрони. Метал торијума је сребрнаст, а јако потамни ако је изложен ваздуху. Он је незнатно радиоактиван: његови сви познати изотопи су нестабилни, а шест изотопа се јавља у природи (227, 228, 230, 231, 232 и 234Th) који имају време полураспада између 25,52 сати и 14,05 милијарди година. Изотоп торијум-232 који има 142 неутрона је најстабилнији међу свим изотопима торијума, те сачињава готово сав природни торијум, док се осталих пет природних изотопа јавља само у траговима. Он се распада врло споро путем алфа распада на радијум-228, започињући ланчани распад под називом торијумова серија која завршава изотопом олова-208. Сматра се да торијума има од три до четири пута више од уранијума у Земљиној кори, а углавном се рафинира из монацитног песка као нуспроизвод издвајања ретких земних метала.
Торијум се некада често користио као извор осветљења као мрежица за гасне лампе и као материјал за легирање, међутим ова пракса је постепено престала због пораста свести о његовог радиоактивности. Торијум се користио и као елемент за легирање у непотрошним ТИГ електродама за заваривање. Он је и даље остао популаран као материјал за висококвалитетну оптику и научне инструменте. Торијум и уранијум су једина два радиоактивна елемента који имају значајније и обимније комерцијалне употребе које се не заснивају на њиховој радиоактивности. За торијум се предвиђа да ће моћи заменити уранијум као гориво у нуклеарним реакторима, међутим до данас је направљено само неколико торијумских реактора.

## Историја

### Откриће
Шведски хемичар Јакоб Берцелијус је 1815. анализирао минерал из рудника бакра у Фалуну. Претпостављајући да је у минералу садржан нови елемент, претпостављеном елементу дао је име торијум према нордијском божанству муња, Тору. Међутим, касније се показало да се заправо радило о минералу итријума, углавном састављеном од итријум ортофосфата. Пошто се итријум у овом минералу првобитно грешком сматрао за нови елемент, минерал је добио име ксенотим, према грчким речима κενός (привид, празнина) и τιμή (вредност, част).
Мортен Тран Есмарк је 1828. пронашао црни минерал на острву Левеја у Норвешкој те је узорак дао свом оцу Јенс Есмарку, познатом минералогу. Есмарк старији није успео да одреди о ком се минералу ради па га је послао шведском хемичару Берцелијусу да га проучи. Берцелијус је пронашао да узорак садржи нови елемент. Своје откриће је објавио 1829. године. Међутим, искористио је име ранијег открића наводног елемента. Тако, изворном минералу је дао назив торит, који је имао хемијски састав .

### Каснији развој
У Мендељејевом периодном систему из 1869, торијум и елементи ретких земаља били су смештени изван главне табеле, на крају сваке усправне периоде после земноалкалних метала. Тим се осликавало мишљење тог времена да су торијум и метали ретких земаља двовалентни. Каснијим сазнањима да су елементи ретких земаља углавном тровалентни, а торијум четворовалентан, Мендељејев је 1871. померио церијум и торијум у групу IV, која је садржавала данашњу групу угљеника, групу титанијума, церијум и торијум, због тога што је њихово највише оксидационо стање било +4. Dок је церијум врло брзо уклоњен из основне табеле те стављен у засебну серију лантаноида, торијум је ту остао све до 1945. када је Глен Т. Сиборг схватио да је торијум други члан серије актиноида те да попуњава ред f-блока, уместо да је тежи хомолог хафнијума и да попуњава четврти ред d-блока.
Да је торијум радиоактиван први пут су доказали 1898. независно једно од другог пољско-француска физичарка Марија Кири и немачки хемичар Герхард Карл Шмит. Између 1900. и 1903. Ернест Радерфорд и Фредерик Соди открили су да се торијум распада истом брзином током времена у серију других елемената. Ово откриће је довело до сазнања о појму времена полураспада након неких експеримената о алфа честицама којим су дошли до теорије радиоактивности.

## Карактеристике

### Физичке
Торијум је мек, парамагнетичан, сребрнасто бели, радиоактивни метал високог сјаја. Спада у актиноиде. У периодном систему елемената, налази се десно од актиноида актинијума, лево од протактинијума, а испод лантаноида церијума. Чисти торијум је мек, врло дуктилни метал, а може се хладно ваљати, ковати и извлачити (у жицу и сл.).
Измерене особине јако много варирају у зависности од количине нечистоћа у испитиваном узорку. Највећи удео у нечистоћама обично има торијум-диоксид (2). Најчистији узорци торијума обично садрже око један промил-диоксида. Његова израчуната густина износи 11,724 3, док експериментална мерења дају вредности између 11,5 и 11,66 g/cm3: ове вредности се налазе негде између оних код суседног актинијума (10,07 g/cm3) и протактинијума (15,37 g/cm3), што показује континуитет тренда дуж серије актиноида. Међутим, тачка топљења торијума од 1750 °C је изнад оне и код актинијума (1227 °C) и протактинијума (1562 ± 15 °C): талишта актиноида немају јасну зависност од њиховог броја f електрона, мада постоји благи тренд према доле од торијума до плутонијума, док се број f електрона повећава од нула до шест. Торијум је мекан метал, са модулом еластичности од 54 , што се може поредити оним код калаја и скандијума. Тврдоћа торијума је слична оној код меког челика, тако да се загрејани чисти торијум може ваљати у лим или извлачити у жицу. Торијум постаје суперпроводник при температури испод 1,40 .
Мада торијум има упола мању густину од уранијума и плутонијума, он је подједнако тврд као ова два метала. Међу актиноидима, торијум има највишу тачку топљења и другу најнижу густину (нижу има само актинијум). Термална експанзија, електрична и топлотна проводљивост торијума, протактинијума и уранијума су приближно исте, и типичне су за пост-прелазне метале.
Изложен кисеонику из ваздуха постепено тамни. Он је полиморфан, постоји у више модификација. Торијум такође гради легуре са многим другим металима. Са хромом и уранијумом, гради еутектичне смеше, а торијум се потпуно може мешати, било у чврстом или течном стању, са својим лакшим аналогом церијумом.

### Хемијске
Торијум је изузетно реактиван метал. При стандардним условима температуре и притиска, торијум полако напада вода, али се не раствара у већини уобичајених киселина, уз изузетак хлороводоничне киселине. Лако се расвара у концентрираној азотној киселини која садржи мање количине каталитичких флуоридних или флуоросиликатних јона; а ако њих нема долази до пасивизације. При високим температурама, торијум врло лако ступа у реакцију са кисеоником, водоником, азотом, сумпором и халогеним елементима. Такође он може да гради и бинарна једињења са угљеником и фосфором. Када се торијум раствори у хлороводичној киселини настаје црни остатак, највероватније ThO(OH, Cl)H.
Фино иситњени метални торијум представља ризик од пожара због лаког запаљења (пирофорности) те се с њим мора пажљиво руковати. Када се загрејава у присуству ваздуха, торијум се запали и гори бљештавим пламеном са белом светлошћу те сагоревањем даје диоксид. У већим комадима, реакција чистог торијума са зраком је спора, мада се корозија ипак јавља након неколико месеци; међутим већина узорака торијума је контаминирана у одређеној мери с његовим диоксидом који знатно убрзава кородирање. Такви узорци се полако пасивизирају у ваздуху, попримајући најпре сиву а касније потпуно црну боју.
Најважније оксидационо стање торијума је +4, присутно у једињењима као што су торијум-диоксид (2) и торијум тетрафлуорид (ThF4), мада су позната и једињења где је он у нижим формалним оксидационим стањима. Тетравалентна једињења торијума су безбојна захваљујући мањку електрона у 6d и 5f орбиталама у торијуму(IV).
У воденим растворима, торијум се јавља искључиво као тетрапозитивни водени јон , који има троврху тригоналну призматску молекуларну геометрију: при pH вредности < 3, раствори торијумских соли имају овај катјон. Дужина везе Th-O износи (245 ± 1) pm, координациони број торијума 4+ је (10,8 ± 0,5), ефективни набој 3,82 а друга координацијска сфера садржи 13,4 молекула воде.
Јон Th4+ је релативно велик те је највећи тетрапозитивни јон међу актиноидима, а у зависности од координацијског броја може имати пречник између 0,95 и 1,14 Å. Као резултат тога торијумове соли имају слабу тенденцију да се хидролизирају, слабију од многих вишеструко наелектрисаних јона попут 3+. Специфична особина торијумових соли је њихова велика растворљивост, не само у води него и у поларним органским растварачима. Торијум показује активирање угљеник-водоник веза, градећи нека необична једињења. Атоми торијума се вежу на више атома од било којег другог елемента: на примјер у једињењу торијум-аминодиборанат, торијум има координациони број 15.

### Атомске
Атом торијума има 90 електрона, од којих су четири валентна електрона. У теорији, валентним електронима су на располагању четири атомске орбитале које могу заузети: 5f, 6d, 7s и 7p. Међутим, 7p орбитала је знатно дестабилизирана и стога није заузета у основном стању било којег торијумовог јона. Упркос торијумовом месту у f-блоку периодног система елемената, он у основном стању има аномалну електронску конфигурацију . Ипак, у металном торијуму, конфигурација  је слабо побуђено стање па 5f орбитале могу бити заузете, те постоје у широј енергетској траци.
Електронске конфигурације јона Thторијума у основном стању су следеће: Th+, , ; 3+, 1; 4+, []. Ово показује повећање стабилизације 5f орбитала како се повећава набој јона; међутим, ова стабилизација није довољна да се хемијски стабилизује јон Th3+ са његовим слободним 5f валентним електроном те је стога стабилан и најчешћи облик торијума у хемијским спојевима јон Th4+ са отпуштена четири валентна електрона, остављајући инертно језгро са унутрашњим електронима електронске конфигурације племенитог гаса радона. Измерена је и прва енергија јонизације торијума 1974. године и износи (6,08 ± 0,12) ; док су новија мерења дала прецизније податке 6,3067 eV.

### Изотопи
Иако торијум има шест изотопа који се могу наћи у природи, ниједан од њих није стабилан. Међутим, један изотоп, 232Th, је релативно стабилан јер има време полураспада од 14,05 милијарди година, што је знатно дуже од старости Земље, те дуже и од генерално прихваћене старости свемира (око 13,8 милијарди година). Овај изотоп је најдуже „живући” међу свим изотопима који имају више од 83 протона те чини готово сав природни торијум. Стога, торијум се, у том погледу, може сматрати и моноизотопним елементом. Ипак, у дубоким морима и океанима удео изотопа 230Th се знатно повећава у довољној мери да је IUPAC 2013. године одлучио да торијум класификује у бинуклидне (двоизотопне) елементе. Руде уранијума са малим концентрацијама торијума се могу прочистити да би се добили узорци торијума тежине око 1 грама, у којима више од четвртине чини изотоп 230. Торијум има карактеристичан земаљски изотопски састав, који се састоји већином од 232Th и релативно мало 230Th, те му атомска маса износи 232,0377(4) .
| Алотропска модификација | α (мерено при 0 °C)       | β (мерено при 1450 °C)     | високи притисак (мерено при 102 ) |
| ----------------------- | ------------------------- | -------------------------- | --------------------------------- |
| температура прелаза     | (α→β) 1360 °C             | (β→течнос) 1750 °C         | високи притисак                   |
| симетрија               | кубна равански центрирана | кубна просторно центрирана | тетрагонална просторно центрирана |
| густина (g·cm−3)            | 11,724                    | 11,724                     | непозната                         |
| параметри решетке ()    | = 508,42                  | = 411                      | = 228,2, = 441,1                  |

## Распрострањеност
Изотоп торијума-232 је примордијални нуклид, који је постојао у свом данашњем облику пре више од 4,5 милијарди година, што представља процењену старост планете Земље. Он је настао у језгрима умирућих звезда током р-процеса те се касније раширио по целој галаксији након супернове. Његовим радиоактивним распадом настаје значајна количина Земљине унутрашње топлоте.
Природни торијум је генерално изотопски чист 232Th, који уједно има и најдуже време полураспада, те је и најстабилнији изотоп торијума, са „животним веком” упоредивим са старости свемира. Када његов извор не би садржавао уранијум, једини изотоп торијума који би се налазио био би 228, присутан у ланцу распада торијума-232 (торијумева серија): однос изотопа 228 и 232Th би био мањи од 10−10. Међутим, пошто је уранијум присутан, присутни су и малени трагови неколико других изотопа 231 и 227Th, насталих у ланцу распадања уранијума-235 (актинијумова серија), те незнатно више али и даље у траговима изотопа 234 и 230Th из ланца распада уранијума-238 (уранијумова серија). Раније у историји Земље, изотоп 229 такође је настајао у ланцу распада, данас несталог, изотопа нептунијума-237 (нептунијумова серија). Данас се овај изотоп производи као „кћерка” вештачког изотопа уранијума-233, а који настаје из зрачења неутронима изотопа 232.
На Земљи, торијум није толико редак елемент како се раније мислило. Његов удео у Земљиној кори се може мерити са оловом и молибденом, има га двоструко више од арсена, а троструко више од калаја. У природи, он се налази у оксидационом стању +4, заједно са уранијумом(IV), цирконијумом(IV), хафнијумом(IV) и церијумом(IV), али такође и са скандијумом, итријумом и тровалентним лантаноидима који имају сличне јонске радијусе. Осим тога, торијум се може јавити само као споредни састојак бројних минерала.
Иако га количински има релативно много, торијум је доста распршен па се врло реко налази у већим концентрацијама. Данас једини исплативи извор торијума је монацитни песак и минерални конгломерати у Онтарију, Канада. Раније га је било и у Индији, Јужноафричкој Републици, Бразилу, Аустралији и Малезији, а у ретким, посебним случајевима такав монацит је садржавао и до 20% ThO2, а најчешће мање од 10%. У канадској руди, торијум је заступљен у виду ураноторита, мешаним Th-U силикатима који су помешани са уранинитом. Иако је садржај ThO2 у њему врло низак и износи 0,4%, и даље је могуће издвајање торијума као нуспроизвод добијања уранијума.

## Употреба

### Осветљење
Торијум се користио, углавном у облику оксида, за прављење гасних лампи, међутим због радиоактивности својих испарења, престала је њихова производња. Те гасне лампе су се правиле од мешавине 99% торијум-оксида и 1% церијум-нитрата у коју се урањало вунено плетиво које би затим било запаљено. У пламену се распадао торијум-нитрат на торијум-диоксид и азот. Остајала је крхка структура која је у пламену гасова давала белу светлост и која није повезана са радиоактивношћу торијума, него је резултат обичног сагоревања.

### Нуклеарно гориво
У реакторима се торијум користи за производњу уранијумовог изотопа 233U: Из торијума 232Th се путем бомбардовања неутронима добија изотоп 233Th; он се затим распада преко протактинијума 233Pa на уранијум 233. Данас је развијена технологија којом се овај процес одвија у реакторима са воденим хлађењем с циљем смањења количине нуклеарног отпада. Настали изотоп 233 се може цепати и користи се у нуклеарним реакторима.
{\displaystyle \mathrm {^{232}_{\ 90}Th\ +\ _{0}^{1}n\ \longrightarrow \ _{\ 90}^{233}Th\ {\xrightarrow[{22,3\ min}]{\beta ^{-}}}\ _{\ 91}^{233}Pa\ {\xrightarrow[{26,967\ d}]{\beta ^{-}}}\ _{\ 92}^{233}U} }